# Liceum Ogólnokształcące nr VII im. Krzysztofa Kamila Baczyńskiego we Wrocławiu
Liceum Ogólnokształcące nr VII im. Krzysztofa Kamila Baczyńskiego we Wrocławiu – liceum ogólnokształcące we Wrocławiu, mieszczące się w budynku przy ulicy Kruczej 49 na Gajowicach.

## Historia
Szkołę założono w 1967 roku ze względu na rosnącą liczbę wrocławskich licealistów. Powstała ona w miejsce rozwiązanej żydowskiej szkoły średniej i początkowo miała swoją siedzibę na placu Pereca 3 (ul. Żelazna 57), którą dzieliła ze Szkołą Podstawową nr 113 oraz Wydziałem Oświaty Prezydium Dzielnicowej Rady Narodowej Wrocław-Fabryczna. W pierwszym roku działalności placówki utworzono dwie klasy liczące w sumie 67 uczniów, a w szkole pracowało 13 nauczycieli.
Po początkowych trudnościach organizacyjnych, w ciągu kolejnych czterech lat sytuacja szkoły poprawiła się, wyposażono sale lekcyjne, uzupełniono księgozbiór szkolnej biblioteki, a liceum zostało jedynym gospodarzem budynku. W 1971 roku do matury przystąpił pierwszy rocznik, z którego na 58 uczniów przystępujących do egzaminu, zdało go 49 (w następnym roku było to 42 na 49 osób, a kolejne dwa to 100% zdawalność matur).
W latach 70. w szkole wprowadzono koncepcje dydaktyczne Heliodora Muszyńskiego opierające się na samorządności i wyborze patrona. W plebiscycie 18 i 19 kwietnia 1974 roku najwięcej głosów wśród zgłoszonych uzyskała propozycja nadania szkole imienia Krzysztofa Kamila Baczyńskiego. 16 maja 1974 roku wyniki zaakceptowała szkolna rada pedagogiczna, która następnie wystąpiła do Kuratorium Wrocławskiego Okręgu Szkolnego z wnioskiem o nadanie szkole imienia. 22 stycznia 1975 roku szkole oficjalnie nadano imię Krzysztofa Kamila Baczyńskiego, odsłonięto tablicę pamiątkową patrona w holu szkoły (ufundowaną przez Śląski Okręg Wojskowy), a komitet rodzicielski ufundował szkolny sztandar.
W styczniu 1984 roku szkołę przeniesiono do nowej siedziby na ulicę Kruczą, do poniemieckiego budynku zaprojektowanego na przełomie XIX i XX wieku przez architektów Richarda Plüddemanna i Karla Klimma, którą dzieliła początkowo ze Szkołą Podstawową nr 33, by w kolejnych latach zostać jedynym gospodarzem budynku.
Pod koniec lat 70. w szkole powołano pierwsze klasy o profilu biologiczno-chemicznym. W kolejnych latach, prócz klas podstawowych, szkoła podjęła nauczanie w klasach o profilu humanistycznym, matematyczno-fizycznym (wcześniej ekonomiczno-informatycznym) oraz biologiczno-chemicznym. W 1989 roku w czterech klasach wprowadzono nowatorski system z autorskim programem nauczania, który został opracowany przez nauczycieli VII LO.
W VII LO każdego roku kształci się około 1000 uczniów, a do roku 2005 szkołę ukończyło ok. 7300 absolwentów. W latach 1974–2005 w sumie 197 uczniów szkoły zdobyło tytuły laureatów lub finalistów olimpiad przedmiotowych.
Absolwentami szkoły są m.in. trener koszykarski Jerzy Chudeusz i koszykarz Adrian Mroczek-Truskowski.

## Dyrektorzy szkoły[2]
- Józef Heldman (1967-69)
- Janina Erdt (1969-1970)
- Maria Osuch (1970-1991)
- Teresa Kaleta (1991-2003)
- Krystyna Krzyżanowska (2003-2013)
- Leszek Duszyński (2013 –)

## Rankingi szkół
„Ogólnopolski Ranking Liceów Ogólnokształcących” sporządzany od 1998 roku przez magazyn „Perspektywy” wspólnie z dziennikiem „Rzeczpospolita”.
- 2009 – 217. miejsce (w kategorii: „licea”)[6]
- 2010 – nienotowane (w kategorii: „szkoły ponadgimnazjalne”)[7]
- 2011 – 33. (od 2011 w kategorii: „licea ogólnokształcące”)[8]
- 2012 – 48.[9]
- 2013 – 32.[10]
- 2014 – 26.[11]
- 2015 – 85.[12]
- 2016 – 40.[13]
- 2017 – 52.[14]
- 2018 – 69.[15]
- 2019 – 51.[16]
- 2020 – 45.[17]
- 2021 – 59.[18]
- 2022 – 104.[19]
- 2023 – 99.[20]
- 2024 – 71.[21]
- 2025 – 129.[22]

„Ranking Dolnośląskich Liceów Ogólnokształcących” sporządzany od 2009 roku przez wrocławską Gazetę.pl.
- 2009 – 4. miejsce[23]
- 2010 – 3.[24]
- 2011 – 4.[25]